# Die Nacht des Leguan (Film)
Die Nacht des Leguan ist der Titel eines amerikanischen Schwarz-Weiß-Films von Metro-Goldwyn-Mayer aus dem Jahr 1964. Der Film entstand unter Regie von John Huston nach dem gleichnamigen Theaterstück von Tennessee Williams.

## Handlung
Der aus dem Kirchendienst entlassene Reverend Shannon fährt als Fremdenführer einen Bus durch Mexiko. Sein Priestergewand hat er abgelegt, weil er an der Kirche zweifelte; dem Christentum bleibt er aber weiter verbunden.
Er begleitet eine Gesellschaft von Lehrerinnen, die von Judith Fellowes beaufsichtigt wird. Sie beobachtet Shannon mit Argwohn und fühlt sich auch berufen, die 18-jährige Charlotte Goodall vor ihm zu „beschützen“, da sie offenbar magisch von ihm angezogen wird. Dann überrascht die Anstandsdame die beiden jedoch zusammen in Shannons Hotelzimmer. Sie will dafür sorgen, dass Shannon seine Stellung verliert, und erstattet umgehend Meldung an die Direktion des Reiseveranstalters.
Ein komfortables Hotel mit Klimaanlage erwartet die Gruppe nach einer anstrengenden Fahrt durch Hitze und Staub. Dorthin soll auch das Antworttelegramm der Direktion kommen. Doch Shannon will der Sache aus dem Weg gehen und fährt an dem Hotel vorbei – unter wütenden Protesten der Fahrgäste. Sein Ziel ist eine abgelegene kleine Absteige. Er kennt die Besitzerin Maxine; diese ist die Frau eines kurz zuvor verstorbenen Freundes.
Er schildert ihr seine Situation, sie will ihm helfen. Sie hindert Miss Fellowes daran, erneut Kontakt mit dem Reiseveranstalter aufzunehmen. Die Lehrerinnen wollen unverzüglich wieder abreisen, doch Shannon hat den Bus manövrierunfähig gemacht und das Verteilerkabel versteckt. Unter den Frauen bricht Panik aus – auch angesichts der Hitze – aber es bleibt ihnen nichts anderes übrig, als sich vorerst dem Schicksal zu ergeben.
Zwei seltsame Reisende treffen ein, Hannah Jelkes und ihr Großvater. Sie haben kein Geld, leben von der Hand in den Mund oder besser gesagt – von der Mildtätigkeit ihrer Mitmenschen. Hannah malt und versucht, die Bilder zu verkaufen, der Großvater (mit seinen 98 Jahren angeblich der älteste lebende, noch aktive Dichter weltweit) trägt von ihm selbst verfasste Poesie vor und ist auf der Suche nach einem krönenden Abschluss für sein letztes Werk – welchen er schließlich auch findet: unmittelbar im Anschluss an seine ergreifende Rezitation ereilt ihn ein Herzinfarkt.
In dieser bedrückenden Atmosphäre von Hitze und Ungewissheit, bei dieser merkwürdigen Ansammlung unterschiedlichster Charaktere, entfaltet sich das Geschehen weiter: Charlotte findet einen neuen Freund, der Großvater stirbt nach Vollendung seines Werkes, Shannon entscheidet sich bei der Wahl zwischen Maxine und Hannah für die Hotelbesitzerin, mit der er das Haus künftig leiten will; auch wird der telegrafische Kontakt zur Außenwelt wiederhergestellt, und Judith kann mit ihren Lehrerinnen endlich den einsamen Ort verlassen.
Und selbst der Leguan, jene große Eidechse, die angebunden hinter dem Hotel ihr Dasein fristet, darf zurück in die Freiheit …

## Hintergrund
- Bette Davis und Shelley Winters spielten dieses Stück auf der Theaterbühne. Davis beanspruchte für sich dann auch die Rolle der Maxine im Film. John Huston besetzte jedoch Ava Gardner.
- Gedreht wurde der Film in der kleinen mexikanischen Stadt Puerto Vallarta, die damals auf dem Landweg kaum zugänglich war, sodass die Ausrüstung in einem Boot transportiert werden musste. Dennoch war es der Presse gelungen, massenhaft am Drehort aufzukreuzen. Hauptattraktion waren nicht allein die einzelnen Schauspieler der Besetzung, sondern ihre Beziehungen untereinander. Ava Gardner hatte einst ein Rendezvous mit Peter Viertel gehabt, der nun seine Frau Deborah Kerr begleitete. Und Burtons Cleopatra-Affäre mit Elizabeth Taylor hatte gerade ihren Höhepunkt erreicht. Die Tatsache, dass Taylor nach Mexiko nachreiste und beinahe jeden Tag mit am Set war, um Burton „… von den räuberischen Krallen Avas fernzuhalten, sorgte zweifellos für große Aufregung …“ (John Daniell, Ava Gardner)
- Unter dem Titel Auf den Spuren des Leguan erschien auch eine rund 14-minütige Featurette zum Film.[2]

## Kritiken
- Lexikon des internationalen Films: „Abgeflachte, aber darstellerisch wirkungsvolle Verfilmung eines Stücks von Tennessee Williams.“[3]
- Heyne Film Lexikon: „Hervorragende darstellerische Leistungen …“
- prisma-online: „John Hustons atmosphärisch dichte Tennessee Williams-Verfilmung ist hochkarätig besetzt und hervorragend fotografiert. Das Theaterstück wurde von Star-Regisseur John Huston für die damalige Zeit typisch amerikanischem Stil für die Leinwand konzipiert: faszinierend und abstoßend zugleich, oft hart am Rande des Kitsches, mit einigen Zugeständnissen an den Publikumsgeschmack. Tennessee Williams ist einer der wenigen Autoren, die mit klaren Texten und Szenen das Seelenleben ihrer Figuren offenzulegen wissen. Das gelang ihm schon bei ‚Die Katze auf dem heißen Blechdach‘ und ‚Endstation Sehnsucht‘ und ist wohl der Grund dafür, dass seine Stücke immer gern von namhaften Regisseuren verfilmt wurden.“
- Die Filmbewertungsstelle Wiesbaden verlieh der Produktion das Prädikat „wertvoll“.

## Auszeichnungen
Der Film war 1965 für vier Oscars nominiert
- Kostüme (sw): Dorothy Jeakins
- Szenenbild (sw): Stephen Grimes
- Kamera (sw): Gabriel Figueroa
- Nebendarstellerin: Grayson Hall

und erhielt den Oscar in der Kategorie Kostüme (s/w).

## Medien
DVD-Veröffentlichung
- Die Nacht des Leguan. Warner Home Video 2006

Soundtrack
- Benjamin Frankel: The Night of the Iguana. Suite, auf: Benjamin Frankel. Music for the Movies. cpo, Georgsmarienhütte 2002, Tonträger-Nr. cpo 999 809-2 – digitale Neueinspielung von Auszügen der Filmmusik durch das Queensland Symphony Orchestra unter der Leitung von Werner Andreas Albert

Literatur
- Tennessee Williams: Die Nacht des Leguan. Stück in 3 Akten (Originaltitel: The Night of the Iguana). Deutsch von Nina Adler. Fischer-Taschenbuch-Verlag, Frankfurt am Main 1994, 126 S., ISBN 3-596-11985-5